# Trochiloglossa tropica
Trochiloglossa tropica là một loài ruồi trong họ Tachinidae.